# Сапроновский сельсовет
Сапро́новский сельсове́т — сельское поселение в Мазановском районе Амурской области.
Административный центр — село Сапроново.

## География
Территория граничит с Дмитриевским, Раздольненским и Белояровским сельсоветами.
Площадь составляет 28 260 кв. км.

## История
3 декабря 2004 года в соответствии с Законом Амурской области № 384-ОЗмуниципальное образование наделено статусом сельского поселения.

## Население
| 2002 | 2010 | 2011 | 2012 | 2013 | 2014 | 2015 |
| ---- | ---- | ---- | ---- | ---- | ---- | ---- |
| 901  | ↘794 | ↘791 | ↘740 | ↘724 | ↘696 | →696 |
| 2016 | 2017 | 2018 | 2021 |      |      |      |
| ↘690 | ↘656 | ↘655 | ↘640 |      |      |      |

## Состав сельского поселения
В состав сельского поселения входят 4 населённых пункта:
| № | Населённый пункт | Тип населённого пункта       | Население |
| - | ---------------- | ---------------------------- | --------- |
| 1 | Алексеевка       | село                         | ↘36       |
| 2 | Кольцовка        | село                         | ↘38       |
| 3 | Сапроново        | село, административный центр | ↗544      |
| 4 | Христиновка      | село                         | ↘37       |

## Местное самоуправление
Глава Сапроновского сельсовета
- с 13 мая 2012 года — Духанин Александр Андреевич
- с 7 июля 2015 года — Корниенко Сергей Леонидович

Администрация
Адрес: 676521, Сапроново, ул. 30 лет Победы, 11.